# La bebé
«La bebé» es una canción de reguetón del cantante mexicano Yng Lvcas, lanzada como el primer sencillo de su segundo mixtape LPM el 24 de diciembre de 2021, mismo día de la publicación del mixtape. La canción fue escrita por Lvcas y Héctor Adrián Salazar Aguayo y producida por Bounce Bosses. El sencillo y el mixtape se lanzaron a través del sello independiente We Are Bosses Records, esto, antes de que firmara con Warner Music y su catálogo musical pasara a ser promocionado por esta compañía. La canción iba a ser parte de su anterior trabajo discográfico Wup? Mixtape 1 (2021), un álbum de corridos pero al ser una canción de reguetón decidió no añadirla.
A finales de 2022, la canción se volvió viral en la plataforma de videos cortos TikTok, lo que ocasionó un incremento en streaming en plataformas y que lograra debutar en la lista Billboard Hot 100 de Estados Unidos en el puesto 77. En noviembre de 2022, acumuló 20 millones de streams en todas las plataformas digitales, incluyendo 12 millones de reproducciones en Spotify. En abril de 2023, la canción se enlistó en el top 10 radial de países como Ecuador, Paraguay Perú y en Centroamérica, así como en el top 3 en México.
Un video musical se lanzó el mismo día del estreno tanto del mixtape LPM como del lanzamiento de la canción como sencillo, se publicó a través del canal oficial de YouTube del cantante, quién también editó y dirigió el videoclip. La protagonista del video es la modelo Andrea Camargo, filmando todo el video en un solo día. En 2023, Lvcas admitió que la canción inicialmente no era una de sus favoritas, ya que prefería componer y producir corridos, expresando también que cuando inició la popularidad de la canción, se avergonzaba de admitir ante las personas que esta era suya.
Una remezcla fue lanzada el 17 de marzo de 2023 con el cantante de regional mexicano Peso Pluma.

## Posicionamiento en listas
| Lista (2023)                       | Mejor posición |
| ---------------------------------- | -------------- |
| Colombia (BMAT)                    | 7              |
| Costa Rica Urbano (Monitor Latino) | 5              |
| Ecuador (BMAT)                     | 9              |
| Italia (FIMI)                      | 66             |
| México (BMAT)                      | 2              |
| Paraguay (BMAT)                    | 3              |
| Perú (BMAT)                        | 2              |
| Suiza (Schweizer Hitparade)        | 63             |

## Certificaciones
| País           | Organismo certificador | Certificación      | Ventas certificadas | Ref.   |
| -------------- | ---------------------- | ------------------ | ------------------- | ------ |
| Estados Unidos | RIAA                   | 4x Platino (Latin) | 240 000             | [ 19 ] |

## Remezcla
El 17 de marzo de 2023, se publicó una versión remix de la canción junto al cantante de regional mexicano Peso Pluma, al remix se le añadió un nuevo verso escrito e interpretado por él. Después de la viralidad en redes de la canción original, el remix fue bien recibido tanto por los críticos como comercialmente. El lanzamiento del remix sucedió el mismo día que Yng firmó con la disquera Warner Music Group. Esta remezcla junto a «Ella baila sola» —ambas canciones de Peso Pluma— fueron parte de una racha de récords nunca vistos en la música mexicana a nivel global. La canción fue añadida al EP Six Jewels 23 (2023) de Lvcas, lanzado el 25 de mayo.

### Antecedentes
Después de que ambos artistas ocuparan los primeros lugares en popularidad en YouTube, TikTok y Spotify, Peso Pluma gracias a un amigo en común se puso en contacto con Yng Lvcas para crear una nueva versión de la canción. Yng le dijo al periódico Publimetro: «No ha habido alguien que levante el reguetón a full y pensé que Peso Pluma lo haría increíble y sin pensarlo le dije que sí y lo hizo excelente, fue la primera vez que lo conocí, es una excelente persona». Peso expresó: «Escuché el tema y yo sabía que el morro (Yng) era mexicano», cuando lo escuchó se encontraba viajando hacia Nueva York. Antes de esto, la disquera le había propuesto a Lvcas, que el remix fuera con Milo Mae, Ñengo Flow y Lenny Tavárez.

### Recepción crítica
Fabiola Meneses de Los 40 México expresó: «La canción ya está rompiendo récords» y la incluyó en la Lista 40: Del 40 al 1 en la primera posición de la semana del 8 de abril de 2023. El sitio TimeOut México expresó: «La diversidad musical de la CDMX se hace presente en esta colaboración que prende la fiesta siempre que estemos abiertos a nuevos estilos». El sitio El Capitalino después del lanzamiento nombró a Yng Lvcas como «el líder de la nueva ola de cantantes de música urbana» y dijo que «al mismo tiempo, busca fusionarla con toques de la cultura popular mexicana». Juan Carlos Gamboa del canal Bandamax expresó: «Peso Pluma vive un despunte en su carrera y se coloca como uno de los intérpretes consentidos de las plataformas digitales». Monitor Latino publicó: «[...] en compañía de Peso Pluma el tema adquiere otra dimensión, pues este último se ha convertido en un fenómeno mundial».

### Desempeño comercial
La canción debutó en la lista Billboard Hot 100 la semana del 1 de abril de 2023 en la posición 77, marcando la primera entrada de Yng y la quinta de Peso Pluma en ese listado. Simultáneamente también debutó la canción «Ella baila sola» de Eslabón Armado y Peso, lo que colocó a este último como el primer acto solista mexicano en debutar dos canciones en una misma semana, y al ser su cuarta y quinta entrada respectivamente también logró ser el mexicano con más entradas al Hot 100 en la historia —5 entradas en total en ese entonces—, superando a Paulina Rubio —3 entradas en total—. En sus primeras semanas, la canción llegó al puesto 3 del top 50 Global de Spotify, con aproximadamente 5 millones de reproducciones diarias desde su lanzamiento a nivel mundial.

### Video musical
Un video musical se estrenó el 22 de marzo de 2023, el video fue publicado a través del canal oficial de YouTube del reguetonero, fue dirigido por Bulldog con una duración de poco más de 4 minutos. El video fue grabado en solo dos días pero de diferentes semanas, el primer día de grabación fue al siguiente día del que grabaron la canción en el estudio, y el segundo día de filmación sucedió una semana después. Yng le dijo al periódico Publimetro: «Un jueves grabamos la canción y al día siguiente grabamos el video porque Peso Pluma estaba muy ocupado, hay varias tomas, las primeras las hicimos ese día, que es donde estamos grabando con unos globos como en un estudio y a la semana siguiente, grabamos las tomas donde se ven las 'niñas', todo fue 'a la brava' porque teníamos el tiempo encima». El video sumó las 10 millones de reproducciones en su primera semana de lanzamiento y se colocó en el primer lugar de tendencias en YouTube México.

### Presentaciones en vivo
La primera vez que ambos interpretaron en vivo la canción fue el 9 de abril de 2023 en un concierto en la ciudad de Ontario, California, Estados Unidos, esto, dentro de la gira Doble P Tour de Peso Pluma en el Toyota Arena. Yng Lvcas fue uno de los invitados del cantante de regional mexicano esa noche. Después de la actuación, ambos recibieron una placa por 25 millones de reproducciones de la canción en Spotify.

### Posicionamiento en listas
| Lista (2023)                                 | Mejor posición |
| -------------------------------------------- | -------------- |
| Argentina Hot 100 (Billboard)                | 3              |
| Bolivia Songs (Billboard)                    | 3              |
| Canadian Hot 100 (Billboard)[cita requerida] | 91             |
| Chile Songs (Billboard)                      | 3              |
| Colombia Songs (Billboard)                   | 1              |
| Costa Rica (Monitor Latino)                  | 8              |
| Ecuador Songs (Billboard)                    | 1              |
| Ecuador (Monitor Latino)                     | 4              |
| España Spain Songs (Billboard)               | 10             |
| España Top 100 (Promusicae)                  | 14             |
| Billboard Hot 100                            | 11             |
| Hot Latin Songs (Billboard)                  | 2              |
| Global 200 (Billboard)                       | 3              |
| Guatemala (Monitor Latino)                   | 8              |
| Honduras (Monitor Latino)                    | 3              |
| Italia (FIMI)                                | 64             |
| Mexico Songs (Billboard)                     | 1              |
| Nicaragua (Monitor Latino)                   | 1              |
| Paraguay (Monitor Latino)                    | 6              |
| Peru Songs (Billboard)                       | 2              |
| Perú (Monitor Latino)                        | 2              |
| República Dominicana (Monitor Latino)        | 13             |
| Suiza (Schweizer Hitparade)                  | 89             |
| Uruguay (CUD)                                | 4              |

### Certificaciones
| País           | Organismo certificador | Certificación        | Ventas certificadas | Ref.   |
| -------------- | ---------------------- | -------------------- | ------------------- | ------ |
| España         | PROMUSICAE             | platino              | 40 000              | [ 60 ] |
| Italia         | FIMI                   | oro                  | 50 000              | [ 61 ] |
| Estados Unidos | RIAA                   | 13x Diamante (Latin) | 780 000             | [ 62 ] |

### Premios y nominaciones
| Año  | Premios                  | Categoría         | Resultado | Ref.   |
| ---- | ------------------------ | ----------------- | --------- | ------ |
| 2023 | Premios Tu Música Urbano | Remix del Año     | Ganador   | [ 63 ] |
| 2023 | Premios Juventud         | Mejor Urban Track | Pendiente | [ 64 ] |
| 2023 | Premios MTV MIAW         | Perreo Supremo    | Pendiente | [ 65 ] |
| 2023 | Premios MTV MIAW         | Himno Viral       | Pendiente | [ 65 ] |